# Acartia (Odontacartia)
Acartia subg. Odontacartia is een ondergeslacht van eenoogkreeftjes uit het geslacht Acartia, uit de familie van de Acartiidae. De wetenschappelijke naam is voor het eerst geldig gepubliceerd in 1915 door Steuer.

## Soorten
- Acartia amboinensis Carl, 1907
- Acartia australis Farran, 1936
- Acartia bispinosa Carl, 1907
- Acartia bowmani Abraham, 1976
- Acartia centrura Giesbrecht, 1889
- Acartia erythraea Giesbrecht, 1889
- Acartia japonica Mori, 1940
- Acartia lilljeborgii Giesbrecht, 1889
- Acartia ohtsukai Ueda & Bucklin, 2006
- Acartia pacifica Steuer, 1915
- Acartia spinicauda Giesbrecht, 1889